# بني علي (مناخة)

تعديل مصدري - تعديل

بني علي هي إحدى قرى عزلة الاغمور بمديرية مناخة التابعة لمحافظة صنعاء، بلغ تعداد سكانها 621 نسمة حسب تعداد اليمن لعام 2004.